# Reichmannsdorf
Reichmannsdorf là một đô thị thuộc huyện Saalfeld-Rudolstadt, trong bang Thüringen, nước Đức. Đô thị Reichmannsdorf có diện tích 20,01 km².